# Wushishi
Wushishi è una città della Repubblica Federale della Nigeria appartenente allo stato del Niger. È il capoluogo dell'omonima area a governo locale (local government area) che conta una popolazione di 81.763 abitanti.